# Alexandre Bida
Alexandre Bida (Tolosa, 3 ottobre 1813 – Buhl, 2 gennaio 1895) è stato un pittore, incisore e disegnatore francese del periodo romantico.

## Biografia

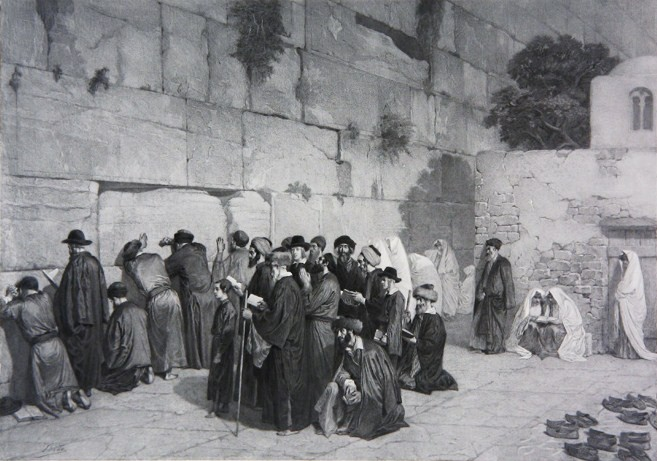
Una stampa tratta dal disegno Il muro del pianto a Gerusalemme.

Giunse a Parigi nel 1836, studiando per un po' di tempo nello studio di Eugène Delacroix e specializzandosi nell'orientalismo, ma con il suo occhio artistico per la precisione e la perfezione sviluppò il suo proprio stile. Tornò nella sua terra natale nel 1839 e nel 1843 viaggiò in Grecia e in Turchia, tornando a Parigi nel 1846. Nel 1847 iniziò a farsi conoscere esponendo i suoi primi disegni e nel 1848 ottenne una medaglia di seconda classe.
Nel 1850 viaggiò e lavorò in Egitto, dove compilò una serie di personaggi orientali che avrebbe utilizzato nelle sue mostre. Nel 1856 si trovava a Costantinopoli, poi in Crimea e in Siria. Nel 1855 ottenne una medaglia di prima classe e la decorazione dell'esposizione universale.
Illustrò il libro Aquitania e Linguadoca, o Storia pittoresca della Gallia Meridionale (Aquitaine et Languedoc, ou, Histoire pittoresque de la Gaule méridionale) di Justin Cénac-Moncaut. All'esposizione universale del 1867 presentò il disegno Il massacro dei mamelucchi (Le Massacre des mameluks), evocando il massacro del primo marzo 1811 al Cairo, che attualmente si conserva nel dipartimento di arti grafiche del museo del Louvre. Alcune sue incisioni furono riprese dall'artista orientalista Henriette Browne.
Egli fu anche un illustratore della Bibbia. Come illustratore biblico, la sua opera I santi Evangelisti venne pubblicata nel 1873: in quest'opera, i quattro Vangeli furono arricchiti con ventotto acqueforti. Della sua opera si dice che abbia portato la verità e il genio che permisero di illustrare la Vita di Cristo con un Cristo riverente, raffinato, degno e forte. Tra i suoi discepoli c'era Jean-Paul Laurens.
Morì nel 1895, all'età di 81 anni. Sulla lapide c'è scritto che morì a Buhl, nell'Alto Reno, ma si suppone che in realtà sia morto a Lautenbach.

## Galleria d'immagini

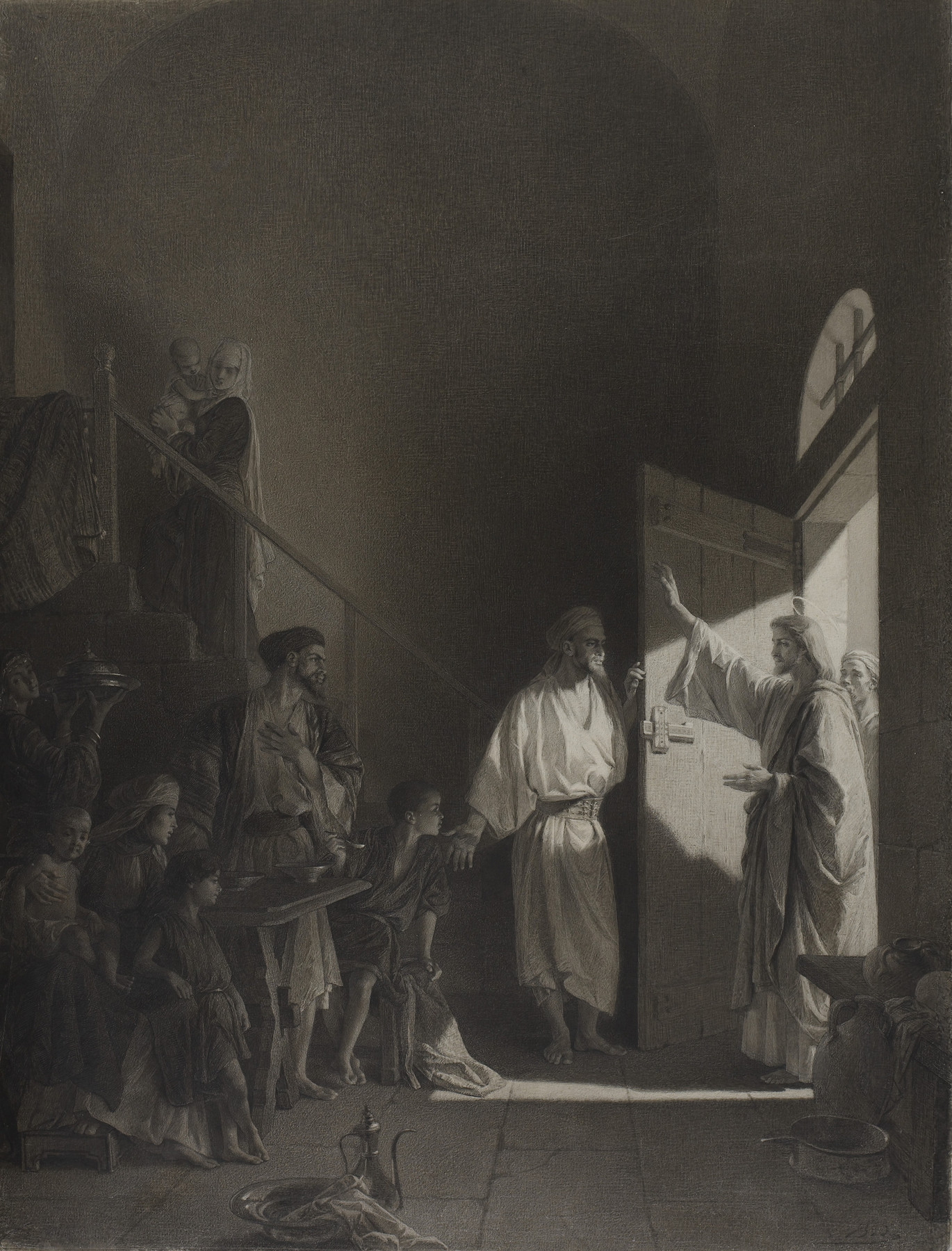
E Gesù disse: Oggi per questa casa è venuta la salvezza, matita su carta
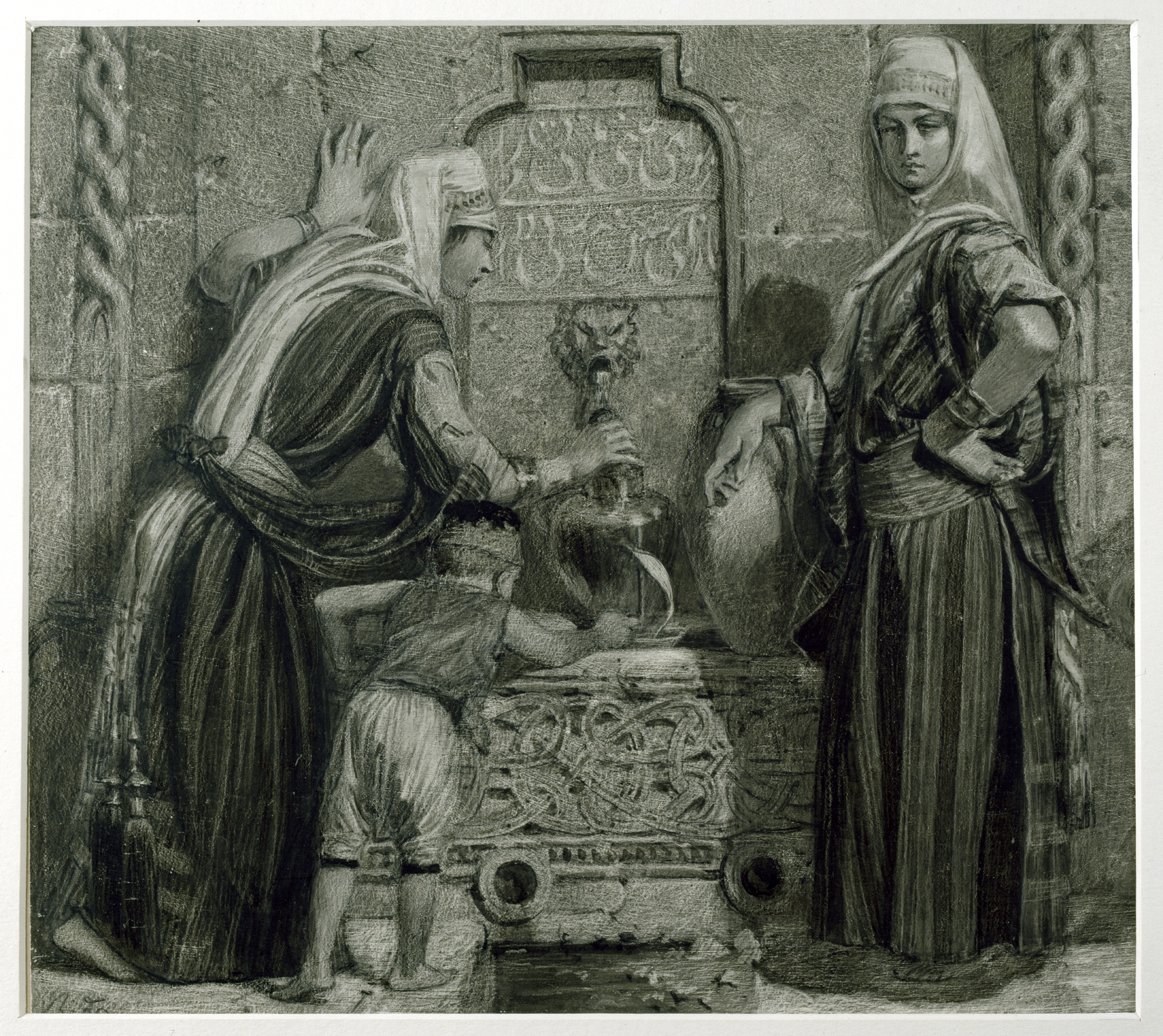
Alla fonte, inchiostro con raschiatura
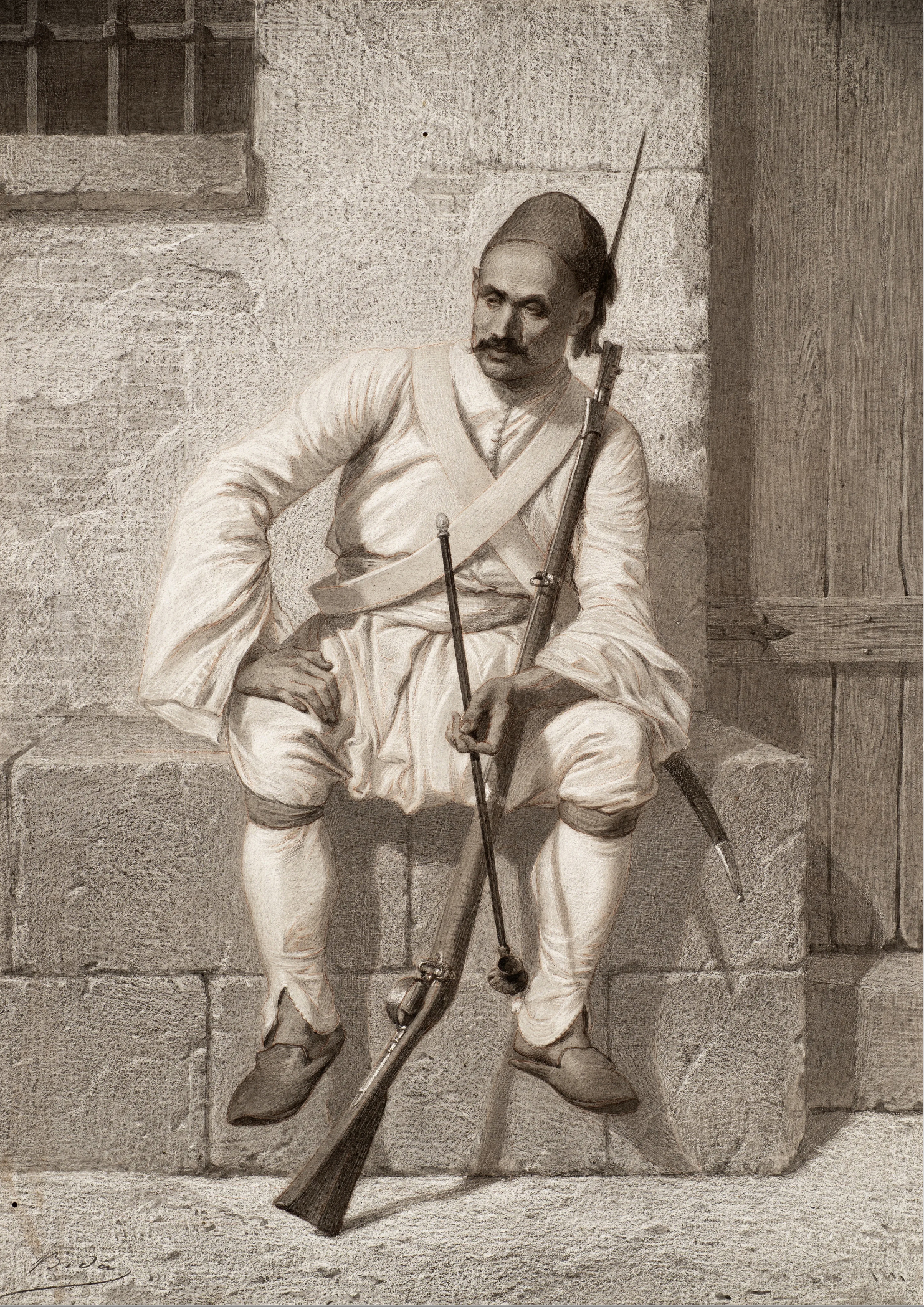
Un soldato albanese seduto, matita su carta